# Amphineurus (Amphineurus) bickeli
Amphineurus (Amphineurus) bickeli is een tweevleugelige uit de familie steltmuggen (Limoniidae). De soort komt voor in het Australaziatisch gebied.